# Дубровка (приток Ульвы)
Дубровка — река в России, протекает в Косинском и Соликамском районах Пермского края. Устье реки находится в 30 км по левому берегу реки Ульва. Длина реки составляет 13 км.
Исток реки в лесном массиве в 21 км к юго-востоку от села Коса. Река течёт на юго-восток, всё течение проходит по ненаселённому лесу.

## Данные водного реестра
По данным государственного водного реестра России относится к Камскому бассейновому округу, водохозяйственный участок реки — Кама от водомерного поста у села Бондюг до города Березники, речной подбассейн реки — бассейны притоков Камы до впадения Белой. Речной бассейн реки — Кама.
Код объекта в государственном водном реестре — 10010100212111100003979.